# Marlene Rupprecht
Marlene Dorothe Henriette Rupprecht geb. Barth (* 20. Dezember 1947 in Neuenbürg im Schwarzwald) ist eine deutsche Politikerin (SPD). Sie war von 1996 bis 2013 Mitglied des Deutschen Bundestages.

## Leben
Nach dem Abitur im Jahr 1967 absolvierte Marlene Rupprecht ein Studium für das Lehramt an Grund-, Haupt- und Sonderschulen und war anschließend als Lehrerin tätig. Rupprecht ist verheiratet und hat eine Tochter. Sie war Vorsitzende des SPD-Unterbezirks Fürth.
Am 25. September 1996 rückte Marlene Rupprecht für den ausgeschiedenen Abgeordneten Peter Glotz in den Bundestag nach. Seit 2002 gehört sie der Kinderkommission des Deutschen Bundestages an. In den Jahren 2002 bis 2005 war sie stellvertretende Sprecherin der Arbeitsgruppe „Europarat“ der SPD-Bundestagsfraktion.
Seit Januar 2003 ist Rupprecht Kinderbeauftrage der SPD-Fraktion, und seit November 2005 außerdem stellvertretende Sprecherin der Fraktionsarbeitsgruppe „Petitionen“. In dieser Funktion setzte sie sich jahrelang für die Rechte ehemaliger Heimkinder ein und ist seit 2008 Vertreterin des Bundestags beim Runden Tisch zur Aufarbeitung der Verbrechen, die an Hunderttausenden von Heimkindern in den frühen Jahren der Bundesrepublik Deutschland insbesondere in den von der Katholischen Kirche getragenen Kinderheimen begangen wurden. Sie ist ordentliches Mitglied im Ausschuss für Familie, Senioren, Frauen und Jugend.
Marlene Rupprecht zog stets über die Landesliste Bayern in den Bundestag ein. Zur Bundestagswahl 2013 trat sie nicht mehr als Kandidatin an. 
Im Oktober 2012 übernahm sie den Vorstandsvorsitz des Deutschen Hospiz- und Palliativ-Verbands (DHPV).
Von 2005 bis 2013 war sie Kuratoriumsvorsitzende des Müttergenesungswerkes.

## Auszeichnungen
- Bayerischer Verdienstorden (2010)
- Bundesverdienstkreuz am Bande (2014)